# Bank Jerome
Bank Jerome is een voormalige fosfaatmijn bij Ceru Colorado in Aruba.
In 1873 of 1874 werd guano (vogelpoep) ontdekt bij Ceru Colorado door Henri Waters Gravenhorst. In 1879 werd de Aruba Phosphaatmaatschappij opgericht om het gebied te ontginnen. Na ongeveer 15 jaar begonnen de voorraden op te raken, maar er werd bij Bank Jerome, ten noorden van de oorspronkelijke mijn, een fosfaatlaag ontdekt op een diepte van 15 tot 18 meter. De mijn is tot 1914 in gebruik geweest.